# 紀欣伶
紀欣伶（2001年10月6日—），台灣女演員，童星出身，曾參與演出多部电视剧及MV等，姊姊為臺灣女子團體A'N'D成員艾莉兒（紀欣妤）。

## 單曲
| 年份   | 日期    | 歌曲名稱 | 合唱歌手 | 作詞   | 作曲   |
| ------ | ------- | -------- | -------- | ------ | ------ |
| 2021年 | 8月20日 | DiAMOND  | 艾莉兒   | 艾莉兒 | 艾莉兒 |

## 主持節目
| 日期                  | 節目名稱                  | 備註                       |
| 2014年12月－2015年7月 | 初戀誌第1-2季             | 與Popu Lady、喜多 （停播） |
| 2015年8月－2015年10月 | 初戀誌第3季               | 與喜多 （停播）            |
| 2015年12月            | 初戀誌中學生有事嗎？第4季 | 與喜多 （停播）            |
| 2017年－2019年        | 育達娛樂報/育娛小報       |                            |
| 2019年3月             | Show秘達人                |                            |

## 影視作品

### 電視劇／網路劇
| 年份   | 頻道                | 劇名                          | 飾演           |
| 2010年 | HiHD、中視          | 藍海一加一                    | 何真愛         |
| 2010年 | 中視                | 就想賴著妳                    | 項昱霏         |
| 2012年 | 大愛電視台          | 陽光總在風雨後                | 陳宜君         |
| 2015年 | 大愛電視台          | 大大與太太                    | 陳麗秀         |
| 2018年 | 公視                | 你的孩子不是你的孩子-貓的孩子 | 鍾國寧         |
| 2019年 | LINE TV             | HIStory3 - 那一天             | 劉美芳         |
| 2021年 | LINE TV             | HIStory4 - 近距離愛上你       | 劉美芳         |
| 2023年 | LINE TV、TVBS歡樂台 | 機智職場生活                  | 紀欣伶         |
| 2024年 | 華視、LINE TV       | 華麗計程車行                  | 莊亭玫（玫瑰） |
| 2025年 | LINE TV、愛奇藝     | 獨佔接班人                    |                |

### 電影
| 播出年份 | 戲劇名稱             | 角色                     |
| 2007年   | 凶魅                 | 曾恬                     |
| 2017年   | 老師，你會不會回來？ | 欣伶（班長、國樂社社員） |

### 短片
| 播出年份 | 短片名稱 | 備註                  |
| 2008年   | 進行式   | 2008年Fun北縣參賽作品 |
| 2008年   | 黑暗天使 |                       |

## MV演出
「歌手」欄中的「不適用」是因為是兒歌沒有主唱。
| 年份   | 歌名                     | 歌手     |
| 2005年 | YOYO點點名6 喵喵喵       | 不適用   |
| 2005年 | 光之美少女               | 不適用   |
| 2007年 | 在你身邊                 | 張學友   |
| 2007年 | Shake your body          | 不適用   |
| 2007年 | MOMO帶我去飛翔           | 不適用   |
| 2007年 | 小小星願                 | 不適用   |
| 2008年 | MOMO歡樂谷               | 不適用   |
| 2008年 | 快樂BABY Q               | 不適用   |
| 2008年 | 外婆家的屋簷             | 不適用   |
| 2008年 | 愛洗澡的小青蛙           | 不適用   |
| 2008年 | 看袂落去                 | 蕭閎仁   |
| 2009年 | 恆星                     | 飛輪海   |
| 2009年 | 18                       | 伍思凱   |
| 2009年 | 淺藍深藍                 | 伍思凱   |
| 2016年 | 好好（想把你寫成一首歌） | 五月天   |
| 2020年 | Can't Stop Me            | DD52女孩 |
| 2021年 | DiAMOND                  | 艾莉兒   |

## 外部連結
- 紀欣伶的Facebook專頁
- 紀欣伶的Instagram帳戶
- 紀欣伶的新浪微博
- 紀欣伶的TikTok